# 270 Anahita
270 Anahita este un asteroid din centura principală, descoperit pe 8 octombrie 1887, de Christian Peters.